# Rio Cassiporé
Rio Cassiporé är ett vattendrag i Brasilien.   Det ligger i delstaten Amapá, i den norra delen av landet, 2 200 km norr om huvudstaden Brasília.